# Чернецово (Ленинградская область)
Чернецово — деревня в Мшинском сельском поселении Лужского района Ленинградской области.

## История
Деревня Черница была образована в 1842 году, переселенцами из деревни Луги.
По данным на 1848 год деревню населяли ижоры: 25 м. п. и 24 ж. п., всего 49 человек.
В середине 1850-х годов в деревне проживали 4 человека (1 м. п., 3 ж. п.) старообрядцев беспоповцев федосеевского согласия.

ЧЕРНЕЦОВО — деревня Дворцового ведомства при реке Ящере, число дворов — 10, число жителей: 24 м. п., 27 ж. п. (1862 год)

В XIX — начале XX века деревня административно относилась к Луговской волости 1-го земского участка 1-го стана Лужского уезда Санкт-Петербургской губернии.
По данным «Памятной книжки Санкт-Петербургской губернии» за 1905 год, деревня называлась Черницово и входила в Луговское сельское общество.
По данным 1933 года деревня Чернецово входила в состав Луговского сельсовета Красногвардейского района.
По данным 1966, 1973 и 1990 годов деревня Чернецово входила в состав Мшинского сельсовета.
В 1997 году в деревне Чернецово Мшинской волости проживали 2 человека, в 2002 году постоянного населения не было.
В 2007 году в деревне Чернецово Мшинского СП проживал 1 человек.

## География
Деревня расположена в северной части района близ автодороги 41К-678 (Красный Маяк — выход на автодорогу «Псков»).
Расстояние до административного центра поселения — 16 км.
Деревня расположена к востоку от железнодорожной линии Санкт-Петербург — Луга. Расстояние до ближайшей железнодорожной платформы Низовская — 9 км.
Деревня находится на правом берегу реки Ящера.

## Демография
| 1862 | 1997 | 2007 | 2010 | 2017 |
| ---- | ---- | ---- | ---- | ---- |
| 51   | ↘2   | ↘1   | ↘0   | →0   |